# Le Passage, Lot-et-Garonne
Le Passage är en kommun i departementet Lot-et-Garonne i regionen Nouvelle-Aquitaine i sydvästra Frankrike. Kommunen ligger i kantonen Agen-Ouest som tillhör arrondissementet Agen. År 2022 hade Le Passage 9 360 invånare.

## Befolkningsutveckling
Antalet invånare i kommunen Le Passage
| Referens: INSEE |

## Vänorter
- Consuegra, Spanien
- Włoszczowa, Polen